# Ectactolpium namaquense
Ectactolpium namaquense är en spindeldjursart som beskrevs av Beier 1947. Ectactolpium namaquense ingår i släktet Ectactolpium och familjen Olpiidae.

## Underarter
Arten delas in i följande underarter:
- E. n. namaquense
- E. n. obscurum